# Municipio de Mitontic
El municipio de Mitontic es un pequeño municipio que se ubica al centro del estado mexicano de Chiapas, su cabecera municipal es la localidad homónima. Mitontic es uno de los municipios más pobres de México.  El municipio se ubica en el Altiplano Central.

## Geografía

Municipio de Mitontic en Chiapas.

El municipio está ubicado en el Altiplano Central.
Tiene una superficie de 36.51 km² y pertenece a la egión socioeconómica V Altos Tsotsil Tseltal. Limita al norte con el municipio de Chenalhó, al este con el municipio de Tenejapa y al sur con el municipio de Chamula.

### Topografía
Zonas accidentadas por ubicarse en la zona montañosa del cento de Chiapas.

### Hidrografía
Los ríos San Miguel que continúa en Chenalhó donde cambia su nombre por Soyalhó que pasa por la localidad del mismo nombre y que después de su recorrido superficial pasa a ser una corriente subterránea y varios arroyos y manantiales.

### Clima
Templado húmedo con lluvias abundantes en verano, en la cabecera municipal se registra una temperatura media anual de 18 °C y una precipitación pluvial de 2,100 milímetros anuales.

### Flora y fauna
La flora del municipio incluye bosque de pino, encino, compuesto de pino, romerillo, sabino, manzanilla y roble.
La fauna silvestre incluye especies como culebra ocotera, nayuca de río, gavilán golondrino, carpintero ocotero, ardilla y ardilla voladora, murciélago, venado de campo, zorrillo espalda blanca, tepezcuintle, zorro, comadreja, armadillo, mapache, conejo, águila arpía, tlacuache, ratones de campo, tigrillo y gran variedad de aves pequeñas, 

## Demografía
De acuerdo a los resultados del Censo de Población y Vivienda de 2020 realizado por el Instituto Nacional de Estadística y Geografía, la población total del municipio es de 13 755 habitantes, lo que representa un crecimiento promedio de 2.2% anual en el período 2010-2020 sobre la base de los 11 157 habitantes registrados en el censo anterior. Al año 2020 la densidad del municipio era de 376,5 hab/km².
| Gráfica de evolución demográfica de Municipio de Mitontic entre 2000 y 2020 |
|                                                                             |
| Fuente: Instituto Nacional de Estadística Geografía e Informática           |

El 48.9% de los habitantes eran hombres y el 51.1% eran mujeres. El 63.4% de los habitantes mayores de 15 años (4723 personas) estaba alfabetizado. Prácticamente la totalidad de los habitantes (13 567 personas) es indígena.
En el año 2010 estaba clasificado como un municipio de grado muy alto de vulnerabilidad social, con el 71.76% de su población en estado de pobreza extrema. Según los datos obtenidos en el censo de 2020, la situación de pobreza extrema afectaba al 49.3% de la población (6843 personas).

### Localidades
En el censo de 2020 el municipio de Mitontic contaba con 18 localidades.
| Código INEGI    | Localidad        | Población (2020) |
| --------------- | ---------------- | ---------------- |
| 070560013       | Tzoeptic         | 1 831            |
| 070560007       | Oxinam           | 1 483            |
| 070560004       | Chimhucum        | 1 392            |
| 070560001       | Mitontic         | 1 275            |
| 070560003       | Chalam           | 1 205            |
| 070560002       | Cuchumtón        | 1 103            |
| 070560009       | Titaltetic       | 1 074            |
| 070560020       | Suyalhó          | 908              |
| 070560019       | Alamul           | 777              |
| 070560008       | Pulumsibac       | 746              |
| 070560029       | Tojchotic        | 485              |
| 070560033       | Tojtic           | 478              |
| 070560014       | Xoctón           | 331              |
| 070560030       | Bachén           | 194              |
| 070560031       | Jolxojom' K'Akal | 153              |
| 070560032       | Suytic           | 142              |
| 070560026       | Baamnaltic       | 105              |
| 070560024       | Choco            | 73               |
| Total municipal | Total municipal  | 13 755           |

## Atractivos culturales

### Celebraciones
San Sebastián, San Miguel Arcángel, San Miguelito, Jesús de la Buena Esperanza, Virgen del Rosario, Santa Lucía, Semana Santa, el día de muertos, Navidad y año nuevo que son amenizados por músicos y danzantes tradicionales

### Artesanías
Textiles de lana y algodón, tejido en tela de cintura, jarciería y artículos de palma. La vestimenta está influenciada por el municipio de Chenalhó.

### Gastronomía
Tamal de frijol, memelas, atol agrio, tortillas de nixtamal, dulces de calabaza, agua de chicha y pozol.

### Centros Turísticos
Las ruinas de Pulumsivac y Cuchumtón y el templo colonial que se encuentra en Mitontic. Hay Grutas no exploradas en varias localidades como Suyalhó.